# Don't Try So Hard
Don't Try So Hard (No te esfuerces demasiado) es una canción de la popular banda de rock británica Queen, incluida en su álbum Innuendo.
La canción fue una de las últimas cantadas por Freddie Mercury antes de su fallecimiento en 1991

## Historia
La canción fue escrita por Deacon,  para completar las pistas sobrantes del álbum en el que estaba trabajando la banda en ese momento: Innuendo.
El tema trata de que uno nunca debe complicarse demasiado en intentar algo, o podría cansarse demasiado sin conseguirlo, simplemente hay que esperar y enfrentar a los retos una vez que se presentan. En el tema se puede percibir claramente los dotes musicales de Mercury, que (como ya era conocido) tenía una escalad de voz de muy alto nivel, en la canción llegó a notas de cuatro octavas. También tiene cambios repentinos de tonalidades en la voz.

## Grabación
La grabación de la canción comenzó en el año 1989, pero se terminó de grabar en el otoño del año 1990 para ser publicada luego en el año 1991 dentro del álbum Innuendo. Nunca se lanzó como sencillo.

## Curiosidades
- En la canción (específicamente en la mitad) se puede oír que guarda cierto parecido con la canción del mismo álbum Innuendo, incluso hay guiños a temas como Princes of the Universe y Breakthru

- Como Innuendo fue lanzado en diferentes formatos, en la versión de LP y CD tiene diferentes números de pista. El número 9° en LP y 5° en CD.